# 宝塔河街道
宝塔河街道是中华人民共和国湖北省宜昌市伍家岗区下辖的一个乡级行政单位，东起王家河加油站，西抵万寿桥运河，南濒长江，北至城东大道，与伍家乡的合益、汉宜两村接壤，辖区面积2.8平方公里，辖区居民约15000户，人口约4.6万人。街办机关设在伍家岗区合益路88号。辖区内有时运、鑫鼎汽配、摩托车、粮油等6大专业市场。

## 行政区划
宝塔河街道辖以下地区：
张家坡社区、宝联社区、韩家坝社区、古塔社区、合益路社区、艾家嘴社区、中南路社区、碧翠苑社区、宝江社区、岳家冲社区、东星社区和宝塔河社区。

## 历史文物
辖区有历史文物景点天然塔。相传为晋代大玄学家郭璞修建，清乾隆五十七年（1792年）重修，砖石叠砌，八棱七层，高约42米，层层出檐，其下皆有斗拱装饰。塔座八角，有石雕八大金刚负塔，形象生动。底层塔门西向大江，石额刻“天然塔”三字，边框饰二龙戏珠及云纹图案；门楹刻：“玉柱耸江干，巍镇荆门十二；文峰凌汉表，雄当蜀道三千。”

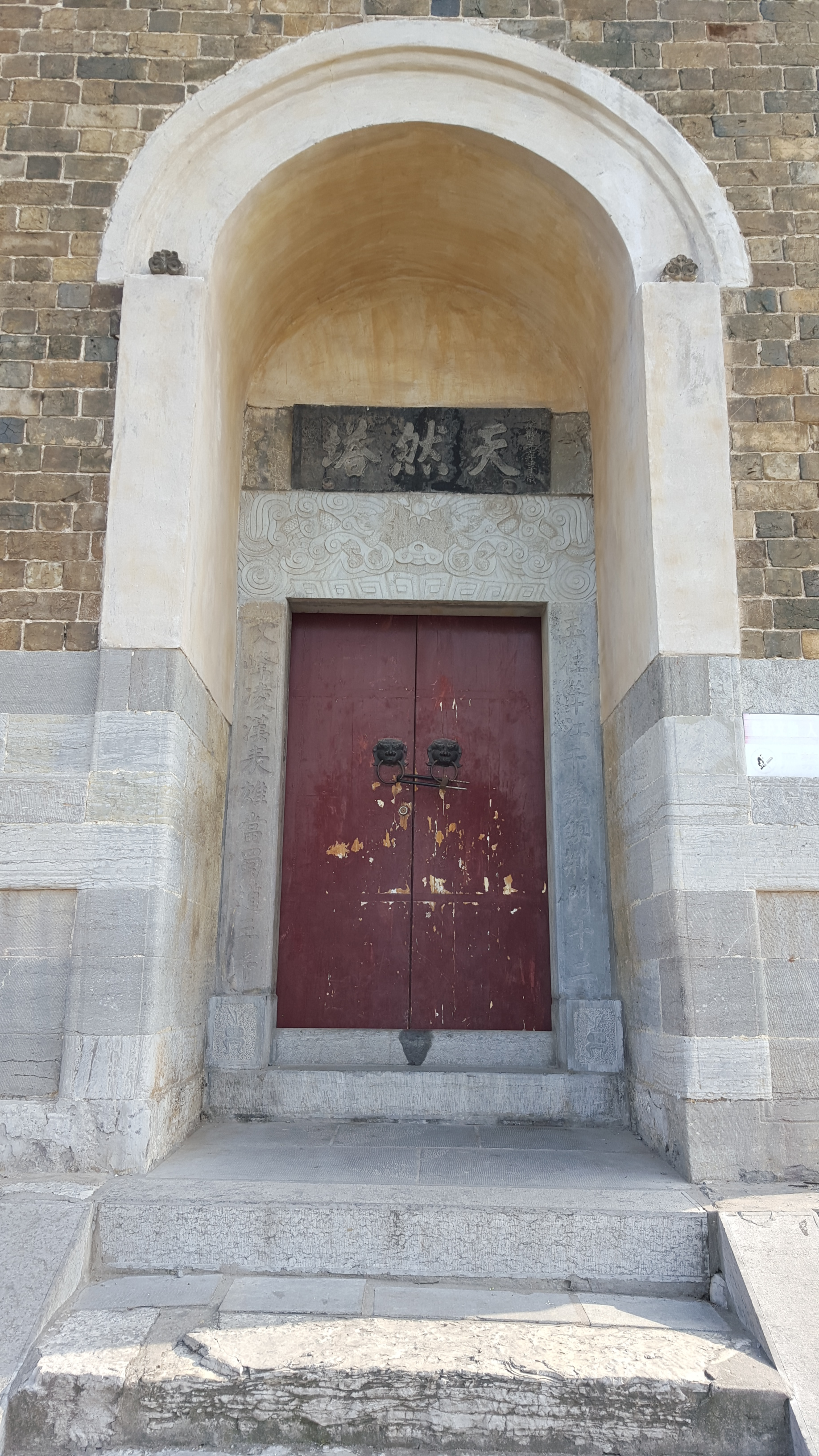
天然塔刻字
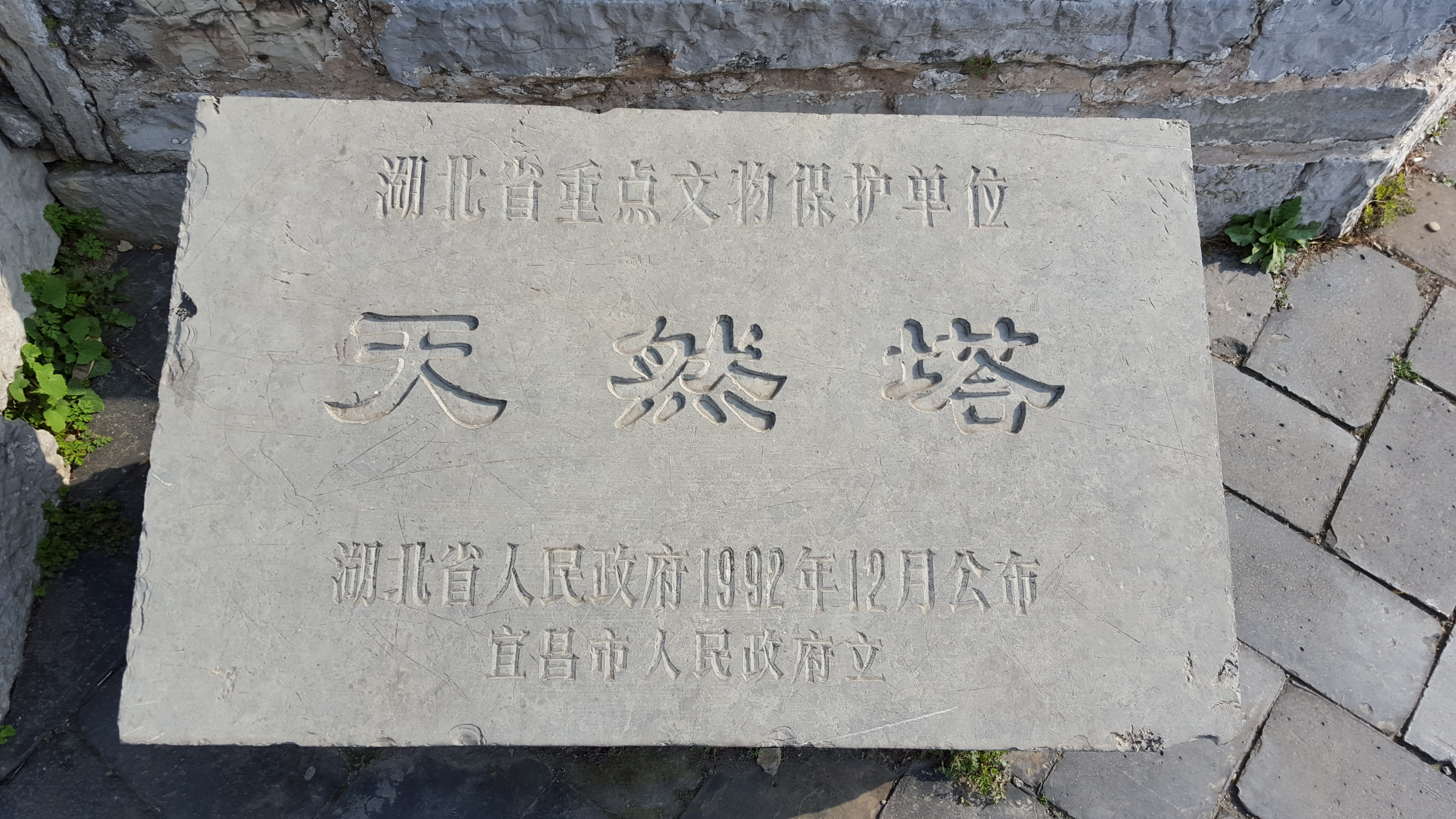
天然塔于1992年被湖北省人民政府列为湖北省重点文物保护单位。